# 高橋龍介
髙橋 龍介（たかはし りゅうすけ、1994年1月17日 - ）は、高知放送の男性アナウンサーである。宮崎県出身。愛称は「りゅうちぇる」「すべっちぇる」。

## 来歴
宮崎県に生まれ子供の時からアナウンサーに憧れていた。法政大学進学と共に上京する。テレビ朝日の完全子会社である株式会社テレビ朝日アスクに入社後、2016年3月に大学を卒業し、4月に高知放送に入社。同年4月1日から放送を開始した「eye+スーパー」にて自己紹介を行う。自己紹介にて自分の名前を2度言ったことに関して反省していると語っている。好きな食べ物はオムライスである。オムライス好きが功を奏し、日高村で開催されているオムライス街道の第3弾、第7弾、第8弾を完全制覇している。
趣味はゴルフとランニングである。ランニングは、フルマラソンで3時間38分44分、サブで3時間半をきることを目標にしている。座右の銘は、箱根駅伝を見て胸に刺さった「忍耐と信念は山をも動かす」である。  

### 人物
2021年
3月28日に行われたRKCラジオのワイドFM開局1周年大感謝祭「トワイライト・パーティー」にて江戸川コナンのコスプレをしている。
12月末　文化放送「ニュースパレード」夏企画部門で優秀賞を受賞。社内賞の「局長賞」を受賞。
2022年
3月28日よりこうちeyeのフィールドキャスターに選出される。
なお、高知放送では2024年4月より、公式ホームページのアナウンサー紹介欄を「アナウンサー・キャスター」に変更されているが、高橋龍は引き続き同局のアナウンサーとして出演し、テレビ・ラジオ出演時は「高知放送（またはRKC）アナウンサー」として引き続き出演を続けている。

## 出演

### テレビ
- こうちeye（1部、司会）[注釈 3]
  - 2016年の入社時から、姉妹番組である「eye+スーパー」でリポーターを担当していたが、新社屋開始に伴っての「こうちeye」1部・2部化に伴って、2022年3月28日からフィールドリポーターに選ばれた。2023年4月3日から河内真キャスターが2部に集約されたことを受けて、1部のMCを託された。ただし、後述の高校野球中継や自身の休暇取得時は河内→有吉都・樺山夏帆・井出一崇がそれぞれ1人ずつMCを高橋生と共に任されている。
    - 高知放送アナウンサー全員が出演し、当番組の1部に放送されていたコーナー「ぐるぐるbuzzbuzz」（2024年5月16日～10月10日まで）にも参加。自身の取材模様は7月25日に放送された。
    - また、2022年3月1日・2日、2024年3月4日～6日には河内のピンチヒッターとして井手上恵と共に進行した。さらに、2023年12月8日には理由は明らかにされていないが1部・2部のキャスター（当時）だった有吉と纐纈琴巴が休演したため、ピンチヒッターで井手上と2トップを組んだ。
- RKCニュース

### ラジオ
- ぶちぬきFRIDAY（金曜日、メインパーソナリティ）
- アナウンサー・ミュージック・マガジン
- RKCニュース

### テレビ
- おはようこうち（日曜日、MC）
- ビビッとビビる!! ~土佐遺産とエイガヤナイガ!!~

### ラジオ
- 今日も元気に～ぱわらじっ!!（月曜日パーソナリティ、2017年4月3日 - 2020年3月23日）
- 高校野球中継　2022年７月25日